# Contea di Modoc
La contea di Modoc, in inglese Modoc County, è una contea dello Stato della California, negli Stati Uniti. La popolazione al censimento del 2014 era di 9 023 abitanti. Il capoluogo di contea è Alturas, unica città della contea ad avere un'amministrazione comunale.

## Geografia fisica
La contea è situata nell'angolo nord-est della California, al confine con Oregon e Nevada. L'U.S. Census Bureau certifica che l'estensione della contea è di 10887 km², di cui 10215 km² composti da terra e i rimanenti 672 km² composti di acqua. Gran parte della contea è gestita dal governo federale, in quanto ci sono diverse aree protette e parchi nazionali. Il territorio è variegato. A nord-ovest si trova l'altipiano del vulcano del lago Medicine, un vulcano a scudo. A sud-est si trovano invece monti vulcanici e vallate. Il fiume più importante è il Pit.

### Contee confinanti
- Contea di Klamath (Oregon) - nord
- Contea di Lake (Oregon) - nord
- Contea di Washoe (Nevada) - est
- Contea di Lassen - sud
- Contea di Shasta - sud-ovest
- Contea di Siskiyou - ovest

## Storia
La contea di Modoc fu costituita il 17 febbraio 1874. Il nome deriva dal nome del popolo nativo che viveva lungo il fiume Pit.

## Comuni

### City
- Alturas (capoluogo di contea)

### Census-designated places
- Adin
- California Pines
- Canby
- Cedarville
- Daphnedale Park
- Eagleville
- Fort Bidwell
- Lake City
- Likely
- Lookout
- Newell
- New Pine Creek

### Altre comunità non incorporate
- Davis Creek
- Stronghold
- Tionesta

## Infrastrutture e trasporti

### Principali strade ed autostrade
- U.S. Highway 395
- California State Route 139
- California State Route 299